# Municipio de Chinautla
Municipio de Chinautla är en kommun i Guatemala.   Den ligger i departementet Guatemala, i den centrala delen av landet, 7 km norr om huvudstaden Guatemala City.